# Tonara
Tonara là một đô thị ở tỉnh Nuoro ở vùng Sardinia của Italia, tọa lạc cách khoảng 90 km về phía bắc của Cagliari và cách khoảng 35 km về phía tây nam của Nuoro. Tại thời điểm ngày 31 tháng 12 năm 2004, đô thị này có dân số 2.308 người và diện tích là 52,1 km².
Đô thị Tonara có các frazioni (các đơn vị trực thuộc, chủ yếu là thôn làng) Arasulè, Su Pranu, Toneri, Teliseri, and Ilalà (abbandonato).
Tonara giáp các đô thị: Austis, Belvì, Desulo, Sorgono, Tiana.